# Rémy Chevrin
 (mai 2017).
Si vous disposez d'ouvrages ou d'articles de référence ou si vous connaissez des sites web de qualité traitant du thème abordé ici, merci de compléter l'article en donnant les références utiles à sa vérifiabilité et en les liant à la section « Notes et références ».
Pour les articles homonymes, voir Chevrin.
Rémy Chevrin est un directeur de la photographie français, né le 12 avril 1963 à Dieppe. Il est le fils de Jean Chevrin, homme de théâtre rouennais.

## Biographie
Rémy Chevrin vit sa jeunesse à Rouen. Il intègre les classes CHAM du conservatoire national de région, où il apprend le piano et le cor  en primaire et secondaire, puis suit des études scientifiques au lycée Pierre-Corneille avant d'être reçu à l'École nationale supérieure Louis-Lumière à Paris.
À sa sortie en 1985, il commence en tant qu'assistant opérateur aux côtés de Bruno Nuytten sur Jean de Florette et Manon des sources, diptyque réalisé par Claude Berri sorti en 1986.
Il rencontre ensuite le directeur de la photographie Darius Khondji avec lequel il entame de 1986 à 1991 une collaboration dans le milieu de la publicité mais aussi sur des longs-métrages comme Le Trésor des îles Chiennes (1990) de F. J. Ossang ou Delicatessen (1991) de Jean-Pierre Jeunet.
En 1992, il se lance dans une carrière de directeur de la photographie, d'abord sur des clips et métrages publicitaires, avec Chico Bialas, Jean Baptiste Mondino ou Erik Ifergan. En 1996, F. J. Ossang lui propose de travailler sur Docteur Chance, sorti l'année suivante, qui est son premier film à la photographie.
Rémy Chevrin est principalement connu pour ses collaborations avec Yvan Attal : Ma femme est une actrice (2001), Ils se marièrent et eurent beaucoup d'enfants (2004), Ils sont partout (2016), Le Brio (2017), Mon chien Stupide (2019), Les Choses humaines (2021) et  Un coup de dés (2023). Il collabore aussi régulièrement avec Christophe Honoré : Les Chansons d'amour (2007), Les Bien-Aimés (2011), Plaire, aimer et courir vite (2018), Chambre 212 (2020), Le Lycéen (2022) et Marcello mio (2024). Il a également éclairé deux pièces de théâtre présentées au Festival d'Avignon : Angelo, tyran de Padoue en 2009 et Nouveau roman en 2012.
Président de l'AFC de 2007 à 2009, Rémy Chevrin fait partie lors du Festival de Cannes 2012 du jury de la Caméra d'or aux côtés de Carlos Diegues, président du jury, Gloria Satta, Michel Andrieu, Francis Gavelle et Hervé Icovic. Il reçoit en 2014 le prix de la meilleure photographie durant la cérémonie des Lumières pou son travail sur À la vie de Jean-Jacques Zilbermann.
Rémy Chevrin intervient régulièrement dans les écoles de cinéma, comme La Fémis, l'École nationale supérieure Louis-Lumière et la CinéFabrique.

## Filmographie sélective

### Années 1990
- 1996 : Docteur Chance de F. J. Ossang
- 1998 : Ça ne se refuse pas d'Éric Woreth

### Années 2000
- 2000 : Princesses de Sylvie Verheyde
- 2001 : Ma femme est une actrice d'Yvan Attal
- 2002 : 17 Fois Cécile Cassard de Christophe Honoré
- 2003 : Monsieur Ibrahim et les Fleurs du Coran de François Dupeyron
- 2004 : Ils se marièrent et eurent beaucoup d'enfants d'Yvan Attal
- 2005 : Va, vis et deviens de Radu Mihaileanu
- 2006 : Nos jours heureux d'Éric Toledano et Olivier Nakache
- 2007 : Les Chansons d'amour de Christophe Honoré
- 2009 : Demain dès l'aube... de Denis Dercourt
- 2009 : Tellement proches d'Éric Toledano et Olivier Nakache

### Années 2010
- 2010 : Bus Palladium de Christopher Thompson
- 2011 : Les Bien-aimés de Christophe Honoré
- 2011 : La Délicatesse de David Foenkinos
- 2013 : Rue Mandar d'Idit Cebula
- 2013 : Grand Départ de Nicolas Mercier
- 2014 : À la vie de Jean-Jacques Zilbermann
- 2015 : Bis de Dominique Farrugia
- 2016 : Ils sont partout d'Yvan Attal
- 2017  : Sous le même toit de Dominique Farrugia
- 2017 : Le Brio d'Yvan Attal
- 2017 : Tout là-haut de Serge Hazanavicius
- 2018 : Plaire, aimer et courir vite de Christophe Honoré
- 2019 : Chambre 212 de Christophe Honoré
- 2019 : Andy de Julien Weill
- 2019 : Mon chien Stupide d'Yvan Attal

### Années 2020
- 2020 : Tendre et Saignant de Christopher Thompson
- 2020 : Claire Andrieux d'Olivier Jahan (téléfilm)
- 2021 : On est fait pour s'entendre de Pascal Elbé
- 2021 : Guermantes de Christophe Honoré
- 2021 : Les Choses humaines d'Yvan Attal
- 2021 : Service volé de Jérôme Foulon (téléfilm)
- 2022 : Le Lycéen de Christophe Honoré
- 2023 : Un coup de dés d'Yvan Attal
- 2024 : Marcello mio de Christophe Honoré

## Théâtre
- 2009 : Angelo, tyran de Padoue de Victor Hugo, Festival d'Avignon
- 2012 : Nouveau Roman, Festival d'Avignon, Théâtre national de la Colline